# Nure-onna
Nure-onna (jap. 濡女 Mokra pani) – mityczna istota występująca w mitologii japońskiej, należąca do grona stworzeń nazywanych yōkai. Według legend był to wąż z kobiecą twarzą mierzący ponad trzysta metrów. Mokra Pani miała długie włosy, a z jej ust wystawały jadowite zęby i długi język. Według legend nikomu nigdy nie udało się uciec przed tą istotą, ponieważ smoczyca skutecznie unieruchamiała swoje ofiary wielkim ogonem.